# Dhanaura
Dhanaura là một thành phố và là nơi đặt ban đô thị (municipal board) của quận Jyotiba Phule Nagar thuộc bang Uttar Pradesh, Ấn Độ.

## Địa lý
Dhanaura có vị trí 28°58′B 78°15′Đ / 28,97°B 78,25°Đ Nó có độ cao trung bình là 212 mét (695 feet).

## Nhân khẩu
Theo điều tra dân số năm 2001 của Ấn Độ, Dhanaura có dân số 24.465 người. Phái nam chiếm 53% tổng số dân và phái nữ chiếm 47%. Dhanaura có tỷ lệ 58% biết đọc biết viết, thấp hơn tỷ lệ trung bình toàn quốc là 59,5%: tỷ lệ cho phái nam là 66%, và tỷ lệ cho phái nữ là 49%. Tại Dhanaura, 17% dân số nhỏ hơn 6 tuổi.